# Call of Duty: Modern Warfare 3
Call of Duty: Modern Warfare 3 – gra komputerowa z gatunku first-person shooter, wyprodukowana przez amerykańskie studia Infinity Ward oraz Sledgehammer Games i wydana w 2011 roku przez Activision. Jej oficjalna premiera odbyła się 8 listopada 2011 roku, a gra została wydana na platformy Microsoft Windows, PlayStation 3, Xbox 360 i Wii. Jest to ósma część serii Call of Duty i bezpośredni sequel gry Call of Duty: Modern Warfare 2 z 2009 roku. Specjalna wersja na konsolę Nintendo DS ukazała się pod nazwą Call of Duty: Modern Warfare 3: Defiance.
Fabuła gry jest kontynuacją wątków z Call of Duty 4: Modern Warfare oraz Modern Warfare 2 i opiera się na fikcyjnym ogólnoświatowym konflikcie Stanów Zjednoczonych z rosyjską frakcją ultranacjonalistów. Gracz wciela się w kilka postaci, których celem jest zlikwidowanie szefa rosyjskiej grupy terrorystycznej. Większą rolę odgrywa tryb gry wieloosobowej, podobnie jak w Modern Warfare 2 oparty na systemie punktów doświadczenia, który został wzbogacony o kilka nowych trybów rozgrywki.
Modern Warfare 3 uzyskała powszechne uznanie krytyków w wersji na system Windows, PlayStation 3 i Xboksa 360. Recenzenci zwracali uwagę na wysokiej jakości realizację techniczną, lepiej przemyślaną fabułę niż w Modern Warfare 2 i sprawnie zrealizowany tryb gry wieloosobowej, jednak wskazywali też na monotonię w stosunku do poprzednich części serii. Wersja na Wii uzyskała sporo niższe oceny krytyków ze względu na gorszą oprawę graficzną i mniejsze możliwości techniczne konsoli. Gra pobiła rekordy sprzedaży, wynoszącej w dniu wydania około 6,5 miliona egzemplarzy, a do listopada 2013 roku – 26,5 miliona kopii.

## Fabuła

### Bohaterowie
Kluczową rolę w fabule odgrywają trzy postacie znane z Modern Warfare 2: były członek Task Force 141, kapitan John „Soap” MacTavish (głosu użyczył mu Kevin McKidd); były członek Special Air Service, kapitan John Price (Billy Murray); oraz rosyjski informator Nikołaj, którzy uciekają po zabójstwie zdrajcy z US Army, generała broni Shepherda. Jednak przez większość czasu gry gracz kieruje byłym żołnierzem Specnazu, Jurijem (Brian Bloom), który wspiera Price’a przy poszukiwaniach rosyjskiego ultranacjonalisty Władimira Makarowa (Piotr Warszawski). Makarow jest głównym antybohaterem fabuły i posiada kontakt, rosyjskiego konstruktora bomb zwanego „Volk”. Dodano także nowe w fabule postaci, którymi kieruje gracz: żołnierza Delta Force, sierżanta Dereka „Frost” Westbrooka; członka SAS-u, sierżanta Marcusa Burnsa; oraz Andrieja Harkowa, agenta Federalnej Służby Ochrony z zadaniem ochrony prezydenta Rosji. Gracz przejmuje także przejściową kontrolę nad nieznanym z imienia amerykańskim cywilem, na sekundy przed zgładzeniem go oraz jego rodziny przez broń masowego rażenia, oraz nad strzelcem helikoptera ewakuującym się na pokładzie śmigłowca z Paryża.
Wśród nowych bohaterów niezależnych znajdują się żołnierze Delta Force: „Sandman” (William Fichtner), „Truck” (Idris Elba) i „Grinch” (Timothy Olyphant), będący w grze towarzyszami Frosta. Kapitan MacMillan z Call of Duty 4 zapewnia Task Force 141 wsparcie wywiadowcze. W grze występuje również członek SAS-u, sierżant Wallcroft. Gra go Craig Fairbrass, który użyczał głosu postaciom Gaza i Ghosta w poprzednich częściach serii.

### Streszczenie
Akcja gry rozpoczyna się 17 sierpnia 2016 roku, po wydarzeniach z Modern Warfare 2. Po tej akcji kapitan John Price i Nikołaj ewakuują umierającego kapitana Johna „Soap” MacTavisha z Site Hotel Bravo w Afganistanie. Soap otrzymuje pierwszą pomoc w kryjówce Nikołaja w Himachal Pradesh w Indiach, lecz siły Władimira Makarowa atakują kryjówkę, próbując zabić całą trójkę. Najlepszy żołnierz Nikołaja, Jurij, mając osobiste urazy względem Makarowa pomaga im uciec, zabezpieczając drogę od kryjówki do punktu ucieczki. Price, Soap, Jurij i Nikołaj, którzy są uciekinierami z rozwiązanego Task Force 141, ukrywają się przez dwa miesiące. Wykorzystuje to także Makarow, postępując podobnie. W tym samym czasie trwa III wojna światowa pomiędzy Stanami Zjednoczonymi a Rosją. Działania drużyny Delta Force Team Metal, w której skład wchodzą sierżant Derek „Frost” Westbrook, „Truck”, „Grinch” i ich dowódca „Sandman” (który przedtem współpracował z Price’em, Soapem i Ghostem w Operacji „Kingfish” mającej na celu zabicie lub pojmanie Makarowa), ułatwiają odparcie ataku sił rosyjskich na Manhattan w Nowym Jorku. Żołnierze Team Metal niszczą wieżę zakłócającą amerykańskie sygnały radiowe na giełdzie nowojorskiej, a potem uprowadzają rosyjski okręt podwodny typu Oscar II, by wykorzystać ją do działań przeciw Rosjanom.
4 października 2016 roku prezydent Rosji Borys Worszewski ogłasza plany zawarcia pokoju ze Stanami Zjednoczonymi na szczycie w niemieckim Hamburgu. Jednak ludzie Makarowa porywają samolot Worszewskiego i zmuszają go do lądowania awaryjnego na asfaltobetonie w Hamburgu. Agent Federalnej Służby Ochrony, Andriej Harkow próbuje dotrzeć do prezydenta i zapewnić mu bezpieczeństwo. Jednak zostaje on zabity podczas akcji przez Makarowa. Ten porywa prezydenta oraz planuje odnaleźć jego córkę, by dokonane na niej tortury skłoniły Worszewskiego do udostępnienia Makarowowi kodów do rosyjskiego arsenału nuklearnego.
Soap wraca do zdrowia dzięki wsparciu Jurija. Reaktywowane Task Force 141 przy wsparciu byłego mentora Price’a, MacMillana, podąża tropem Makarowa do transportu broni dla terrorysty, znajdującego się w Sierra Leone. Jednak transportu nie udaje się przechwycić, a ciężarówki z bronią zostają wysłane do takich miast jak Paryż, Berlin i Londyn. W tym czasie jednostka Special Air Service, w skład której wchodzą sierżant Marcus Burns i sierżant Wallcroft, próbuje powstrzymać dostawę broni masowego rażenia w londyńskich dokach, ale ciężarówka, w której rzekomo miały być chemikalia, jest pusta. Dochodzi do walki i pościgu za ładunkiem w metrze. Ciężarówka, która zawierała broń biochemiczną z Fregata Industries, wybucha w pobliżu londyńskiej ulicy, zabijając młodą amerykańską rodzinę i uwalniając toksyny koło Big Bena. Kilka innych krajów europejskich doświadcza podobnych ataków, co otwiera drogę rosyjskiej inwazji na Europę Zachodnią. Team Metal wyrusza do Hamburga, aby odbić amerykańskiego wiceprezydenta z niewoli rosyjskiej. Po otrzymaniu informacji od Price’a, które uzyskał od somalijskiego watażki zwanego Waraabe, Team Metal kieruje się do Paryża, gdzie zostaje pojmany rosyjski konstruktor bomb – „Volk”, dyrektor generalny Fregaty. Po jego złapaniu Team Metal udaje się do punktu ewakuacji przy wsparciu samolotu AC-130. Następuje bombardowanie, które prowadzi do zawalenia się Wieży Eiffla do rzeki, co skutkuje eliminacją wszystkich sił rosyjskich w punkcie ucieczki.
Podczas przesłuchania Volka Team Metal dowiaduje się od niego o aktualnej pozycji Makarowa: Hotelu Lustig w Pradze, gdzie Makarow ma umówione spotkanie ze swoimi najwyższymi doradcami. Sandman informuje o tym Price’a, a ten ze swoją drużyną przenika do opanowanego przez Rosjan miasta. Będąc w Pradze, Task Force 141 kontaktuje się z lojalistą Kamarowem, obecnie jednym z założycieli lokalnego czeskiego ruchu oporu, aby zabić Makarowa. Jurij i Soap zajmują stanowiska wyborowe na wieży kościelnej naprzeciw hotelu, podczas gdy Price zakrada się do budynku. Jednak Kamarow zostaje porwany i przywiązany do materiałów wybuchowych. Price ucieka z hotelu w momencie wybuchu bomby przyczepionej do Kamarowa. Makarow wyjawia, że osobiście zna Jurija, mówiąc o nim jako byłym „przyjacielu”. Następnie detonuje stanowisko snajperskie Jurija i Soapa, które wcześniej dla własnego bezpieczeństwa obsadził materiałami wybuchowymi. Price i Jurij unikają eksplozji, ale Soap odnosi obrażenia po upadku z wysokości, co powoduje ponowne otwarcie jego kłutej rany. Jurij pomaga Soapowi i ucieka z Price’em do kryjówki rebeliantów. Następuje nieudana próba utrzymania Soapa przy życiu. Ten mówi Price’owi, że Jurij i Makarow znają się nawzajem, po czym umiera. Po zostawieniu swojego pistoletu M1911 z ciałem Soapa oraz zabraniu jego dziennika i nieśmiertelnika, wściekły Price uderza Jurija z pięści, powodując jego upadek ze schodów i trzyma go na muszce, domagając się wyjaśnień na temat powiązań z Makarowem.
Jurij wyjaśnia, że był niegdyś ultranacjonalistą, który przyjaźnił się z Makarowem, eskortując go oraz jego przełożonego Imrana Zachajewa. Ewakuował Zachajewa po próbie jego zabójstwa przez SAS w 1996 roku, uczestniczył też w zdetonowaniu przez Makarowa bomby jądrowej, która zgładziła 30 tysięcy żołnierzy Shepherda. Po ujrzeniu skutków eksplozji Jurij zmienił poglądy i pięć lat później próbował powstrzymać masakrę na Międzynarodowym Lotnisku im. Imrana Zachajewa w Moskwie poprzez próbę wezwania tam Federalnej Służby Bezpieczeństwa. Jednakże został na tym nakryty i postrzelony w brzuch przez Makarowa jeszcze przed rozpoczęciem ataku. Wina Jurija za niezapobiegnięcie masowego mordu przekonuje Price’a, że obaj walczą o to samo, więc Price decyduje o zachowaniu przymierza z Jurijem.
Po infiltracji zamku Makarowa koło Pragi, Price oraz Jurij dowiadują się, że Makarow porwał prezydenta i stara się uzyskać od niego kody do arsenału nuklearnego. Alarmują Team Metal o zamiarach ultranacjonalistów dotyczących porwania Aleny z kryjówki w Berlinie. Drużynie nie udaje się jednak zapobiec porwaniu, więc podąża ona za Makarowem do syberyjskiej kopalni diamentów. Przeprowadzona zostaje połączona operacja Team Metal (bez udziału Frosta) i Task Force 141 w celu uratowania Worszewskich przed zdobyciem kodów przez Makarowa. Ich działania doprowadzają do odbicia prezydenta i jego córki oraz zakończenia konfliktu pomiędzy Rosją a Stanami Zjednoczonymi, a Task Force 141 zostaje zrehabilitowane. Podczas ewakuacji Sandman, Grinch i Truck osłaniają startujący śmigłowiec, lecz zostają zabici, kiedy kopalnia zapada się na nich.
21 stycznia 2017 roku, 3 miesiące po zakończeniu III wojny światowej, Price, Jurij i Nikołaj podążają śladem Makarowa do Hotelu Oasis w Dubaju. Price i Jurij szturmują hotel. Na dachu hotelu Makarow próbuje uciec przy pomocy śmigłowca. Jednak Price w ostatniej chwili wdziera się do maszyny, zabija jej obu pilotów i rozbija śmigłowiec. Oszołomiony Makarow przygotowuje się do zastrzelenia rannego Price’a, jednak atakuje go Jurij, który zostaje przez niego zabity. Rozwścieczony utratą kolejnego sojusznika Price wykorzystuje moment nieuwagi Makarowa, powala go na ziemię, okręca metalową linkę wokół jego szyi i rozbija szklaną podłogę, na której się znajdują. Makarow ginie poprzez powieszenie. Price ląduje na atrium i przeżywa. Patrząc na wiszące zwłoki głównego wroga, wyciąga cygaro i zapala je, oczekując na przybycie policji.

## Rozgrywka
W Call of Duty: Modern Warfare 3 gracz przejmuje kontrolę nad żołnierzem sił specjalnych i bierze udział w walce z użyciem współczesnych rodzajów broni. Cele do wykonania oraz pozycja gracza są ukazane na wyświetlaczu HUD. Tak jak w poprzednich częściach serii, w Modern Warfare 3 został wykorzystany system regeneracji przez odpoczynek. Obrażenia odniesione przez gracza są widoczne w formie krwi na ekranie; odczekanie chwili bez odniesienia dalszych obrażeń powoduje powrót kierowanej postaci do pełni sił.
W kampanii, podzielonej na piętnaście misji, gracz współpracuje z żołnierzami kierowanymi przez komputer, wykonując zadania powiązane z fabułą. Graczowi przeciwstawiają się wrodzy komputerowi żołnierze. Zadania są zróżnicowane i polegają między innymi na zdobyciu określonego punktu, detonacji obiektów (takich jak okręt podwodny) czy też kierowaniu śmigłowcem.

### Tryb kooperacji
Zasadniczą przebudowę w stosunku do Call of Duty: Modern Warfare 2 przeszedł tryb kooperacji. W Modern Warfare 3 gracze mają niezależne od trybu gry wieloosobowej profile, w których gromadzone są punkty doświadczenia, zdobywane za postępy w rozgrywce. Za zdobycie określonej liczby punktów doświadczenia gracze otrzymują dodatki i modyfikatory wpływające na skuteczność w walce.
Tryb kooperacji w Modern Warfare 3 występuje pod nazwą Specjalne Operacje. Składa się on z dwóch części. Pierwsza to zestaw szesnastu misji inspirowanych występującymi w kampanii, w których wymagana jest ścisła współpraca graczy. Druga zaś to tryb Przetrwanie, w którym gracze mają za zadanie walczyć z nieustannie atakującą ich pozycje falą wrogów. Przetrwanie zawiera w sobie podobieństwa do podobnych trybów Firefight z serii Halo i Horda z Gears of War.
Oba tryby dzielą się na cztery partie misji: Poziom 1, Poziom 2, Poziom 3 i Poziom 4. Im wyższy poziom tym wyższy poziom trudności. Gracz podobnie jak poprzedniej części gry gracz za wykonane misje zdobywa gwiazdki, lecz misje i mapy trybu przetrwania odblokowywane są przez poziomy, zaczynając od poziomu 1. W trybie przetrwania zaś po przegranej przyznawana jest ilość fal, które udało się graczowi przeżyć. Misje i mapy można również pobrać.

### Gra wieloosobowa
Podczas rozgrywki wieloosobowej dostępnych jest kilka trybów gry. Oprócz standardowych wariantów, takich jak team deathmatch (dwie drużyny mają za zadanie zabić określoną liczbę przeciwników) czy też free-for-all (wszyscy gracze walczą przeciwko sobie), dodano dwa nowe. W trybie Kill Confirmed rozgrywka jest podobna jak w team deathmatch, z tym że drużyna dostaje punkt za zabicie przeciwnika tylko wtedy, gdy odbierze mu nieśmiertelnik. Tryb Team Defender jest wariantem rozgrywki typu zdobądź flagę i polega na tym, że jedna z drużyn ma za zadanie zdobyć flagę i utrzymać się jak najdłużej przy życiu.
Przebudowę przeszedł tak zwany system killstreaków, który pozwalał dotąd graczom na uzyskanie nagród jedynie za dokonanie serii zabójstw na wrogach. W Modern Warfare 3 zostały one podzielone na trzy typy. Assault nagradza gracza za zabicie określonej liczby wrogów bez utraty własnego wirtualnego życia, a nagrodą jest możliwość wezwania śmigłowców udzielających mu wsparcia. Specialist polega na tym samym, ale daje większą liczbę ułatwień w rozgrywce, które gracz może włączyć. Support umożliwia graczowi dokonanie zrzutu broni czy też wsparcie pojazdów opancerzonych w zamian za asystowanie przy zabójstwach wrogów. Ponadto w miarę postępów w grze możliwe staje się modyfikowanie własnej broni (na przykład dodawanie tłumików).
W przeciwieństwie do Modern Warfare 2, w Call of Duty: Modern Warfare 3 istnieje obsługa serwerów dedykowanych.

#### Call of Duty Elite
Wraz z premierą gry udostępniony został serwis społecznościowy Call of Duty Elite, który skupia społeczność zarówno Modern Warfare 3, jak i Call of Duty: Black Ops. Zawiera on statystyki i postępy w grze zarejestrowanych użytkowników, a także umożliwia dobór graczy do turnieju według ich zainteresowań (element społecznościowy). Strona organizuje też specjalne wydarzenia, podczas których gracze za szczególne osiągnięcia w grze otrzymują nagrody. Call of Duty Elite udostępnia też materiały pomagające w opanowaniu tajników gry. Rejestracja w serwisie jest darmowa, jednak w celu nabycia dodatkowej zawartości trzeba wykupić subskrypcję. W ciągu miesiąca od uruchomienia usługa posiadała 1 milion użytkowników płacących subskrypcję.

## Produkcja
W raporcie o własnych dochodach za trzeci kwartał 2010 roku przedsiębiorstwo Activision potwierdziło, że w produkcji jest ósma część serii Call of Duty, która miała zostać wydana w połowie 2011 roku. W październiku 2010 roku Activision ogłosiło, że owa produkowana gra to Call of Duty: Modern Warfare 3, którą miało się zająć studio Infinity Ward mimo trwającej rozprawy sądowej między przedsiębiorstwem a byłymi pracownikami studia, Jasonem Westem i Vince’em Zampellą. Ci domagali się uznania ich praw do marki Modern Warfare. Na początku 2011 roku ujawnione zostały informacje, iż w pracach nad grą bierze udział studio Sledgehammer Games. Jego celem było usunięcie z gry błędów technicznych, aby miała ona szanse na otrzymanie średniej ocen powyżej 95% według agregatora Metacritic (co w praktyce branżowej zwiększa sprzedaż i notowania wydawców). Do produkcji gry użyto zastrzeżonego silnika gry IW engine, w praktyce niewiele różniącego się od użytego w dwóch poprzednich częściach serii. Nowością było dostosowanie gry do potrzeb daltonistów.
W maju 2011 roku wydarzył się masowy przeciek, który spowodował ujawnienie szczegółów dotyczących kampanii, będącej kontynuacją gry Call of Duty: Modern Warfare 2, oraz trybu kooperacji. Informacje ujawnione przez przeciek zebrał serwis Kotaku i nie spotkały się one z jednoznacznym zaprzeczeniem rzecznika prasowego Infinity Ward, Roberta Bowlinga. Activision zdecydowało się na wówczas na opublikowanie czterech zwiastunów przedstawiających główne miejsca akcji gry. Potwierdzono też ostateczną datę wydania gry – 8 listopada 2011 roku, a także szczegóły dotyczące trybu Specjalne Operacje. Na targach Electronic Entertainment Expo Activision ogłosiło też plany wprowadzenia opłat za specjalne funkcje do usługi Call of Duty Elite.

## Promocja i wydanie gry
Activision podjęło szeroko zakrojoną akcję promocyjną gry. W 2011 roku przedsiębiorstwo wydało kilka zwiastunów przedstawiających grę. 6 czerwca 2011 roku na targach Electronic Entertainment Expo pokazano wersję demonstracyjną gry, ukazującą główne założenia rozgrywki. Zwiastun z 9 sierpnia 2011 roku przedstawiał tryb Specjalne Operacje, a wydany 1 listopada 2011 roku pokazywał tryby gry wieloosobowej i mapy, na jakich miała się toczyć rozgrywka.
Promocja gry obejmowała wydanie sprzętu dedykowanego dla Modern Warfare 3. W lipcu 2011 roku w Wielkiej Brytanii ujawniło ofertę słuchawek sygnowanych marką gry, autorstwa Turtle Beach Systems. We wrześniu 2011 roku Microsoft opublikował specjalną wersję konsoli Xbox 360, zdobioną marką Modern Warfare 3. W październiku 2011 roku Logitech przedstawił ofertę klawiatur i myszy na komputery osobiste z marką gry. Modern Warfare 3 była promowana również przez producenta marki samochodów Jeep, a także przez wytwórcę napojów Mountain Dew i Doritos. Kupno specjalnych wersji tych napojów, sygnowanych marką Modern Warfare 3, dawało dostęp do kodów specjalnych, których użycie dawało punkty doświadczenia w grze.
W celu promocji gry Activision zorganizowało między 2 a 3 września 2011 roku dwudniową imprezę pod tytułem Call of Duty Experience 2011 (zwaną też Call of Duty XP). Podczas niej ujawniono zwiastun ujawniający szczegóły trybu gry wieloosobowej. 9 września po rozprawie sądowej wydawca gry odzyskał prawa do domeny ModernWarfare3.com, która była od lipca zajęta przez szkalujących Modern Warfare 3 fanów konkurencyjnego Battlefielda 3. 4 listopada 2011 roku opublikowano reklamę gry z udziałem aktorów Jonaha Hilla i Sama Worthingtona. 7 listopada, na dzień przed premierą, w Londynie odbyła się impreza promująca Modern Warfare 3, która była transmitowana na żywo przez oficjalny kanał gry na portalu YouTube.
Wydaniu gry, ustalonemu globalnie na 8 listopada 2011 roku, towarzyszyło kilka incydentów. 28 października strona Kotaku doniosła o przecieku pełnej wersji Call of Duty: Modern Warfare 3 z kalifornijskiej wytwórni, który doprowadził do masowego nielegalnego kopiowania gry. 6 listopada w południowym Paryżu skradziono ciężarówkę przewożącą 6 tysięcy kopii gry, wartych szacunkowo 400 tysięcy euro.

### Wersje detaliczne
Na platformach PlayStation 3 i Xbox 360 Call of Duty: Modern Warfare 3 została wydana w dwóch wersjach: Standard i Hardened (na platformie Windows ukazała się tylko wersja Standard). Standardowa edycja zawierała płytę z grą i instrukcję obsługi. Natomiast w edycji Hardened oprócz płyty zawarte były także między innymi kod pozwalający na roczne członkostwo w Call of Duty Elite i przywileje związane z tą usługą, 100-stronicowy dziennik z rysunkami i zapiskami wojskowymi oraz metalowa skrzynka. Do sprzedaży detalicznej nie weszła wyjątkowo droga i luksusowa edycja Prestige, obecna podczas sprzedaży premierowej Call of Duty 4: Modern Warfare i Call of Duty: Modern Warfare 2.

## Odbiór gry

### Wersje na komputery osobiste, Xboksa 360 i PlayStation 3
Call of Duty: Modern Warfare 3 uzyskała głównie pozytywne recenzje w wersji na komputery osobiste oraz konsole Xbox 360 i PlayStation 3. Edycje gry na Xboksa 360 oraz PlayStation 3 według agregatorów GameRankings i Metacritic uzyskały średnią ocen 88%. Średnia ocen w wersji na komputery osobiste wyniosła według GameRankings 82%, a według Metacritic – 79%.
Krytycy chwalili fabułę, która w przypadku Modern Warfare 2 była uznawana za bezsensowny ciąg wydarzeń. Dan Whitehead ze strony Eurogamer twierdził, że mimo widowiskowości większej niż w filmach z Jamesem Bondem, gra ma o wiele bardziej spójną i zwięzłą fabułę z sensownymi działaniami głównych bohaterów. Zniesmaczyła go natomiast skandalizująca jak w „poprzedniku” scena masakry turystów w Londynie; uznał ją za „tanią i obrzydliwą”. Chris Watters z portalu GameSpot pochwalił grę za prezentowanie działań wojennych w różnych miastach świata, co w jego przekonaniu dawało sugestywną wizję światowego konfliktu. Zauważył on jednak monotonię wykonywanych zadań, które były faktycznie powtórzeniem wielu misji z Call of Duty 4 i Modern Warfare 2. Kampanię dla jednego gracza Tymon Smektała z pisma „CD-Action” uznał za „najlepszą w całej serii”, w miarę sensownie zamykającą cykl Modern Warfare. Jednocześnie spekulował, iż kolejny raz gracze nie dadzą się nabrać na takie przedstawienie fabularne, jakie ma miejsce w Modern Warfare 3. Dla kontrastu Anthony Gallegos z portalu IGN nie uznał kampanii za szczególnie satysfakcjonującą, twierdząc, że gra nie daje specjalnych możliwości identyfikowania się z poległymi żołnierzami ważnymi dla fabuły. Podobnie sceptycznie wyraził się o kampanii Krystian Smoszna z portalu Gry-Online, zaznaczając jednak, że dzięki skryptom stała się ona interaktywnym filmem.
Szczególny entuzjazm wzbudził wśród nich tryb Specjalne Operacje. Chwalono go za wysoką jakość rozgrywki oraz widowiskowość. Różne opinie natomiast wzbudził tryb gry wieloosobowej. Tymon Smektała stwierdził, iż zmiany takie jak zmodyfikowany system „killstreaków” odebrały społeczności powód do narzekania na producenta. Recenzenci portalu 1UP.com, Tina Palacios i Jose Otero, również chwalili grę za zmiany w rozgrywce wieloosobowej, ogólnie uznając ich bilans za pozytywny. Odmienne zdanie wyrazili Mike Sharkey i Bennett King z portalu GameSpy, twierdząc, że od czterech lat (czyli od wydania Call of Duty 4) praktycznie nic się nie zmieniło w rozgrywce wieloosobowej. Grzegorz Bobrek z GRY-OnLine skarżył się na niewielki rozmiar map czy też na brak oficjalnego wsparcia dla serwerów dedykowanych.
Różne opinie wzbudziła natomiast strona techniczna gry. Recenzenci ze strony GameSpy zauważyli, że silnik graficzny w przypadku gry światłocieni oraz efektów specjalnych jest po prostu przestarzały. Podobnie niepochlebnie wyrazili się o sztucznej inteligencji komputerowych żołnierzy, którzy chowają się za słabymi osłonami i często nie wspierają gracza w walce z wrogiem. Anthony Gallegos natomiast pozytywnie ocenił oprawę audiowizualną, chwaląc płynność silnika graficznego i profesjonalne aktorstwo.

### Wersja na Wii
Modern Warfare 3 na konsolę Wii otrzymała mieszane recenzje, uzyskując średnią ocen wynoszącą według GameRankings 69%, a według Metacritic – 70%. Przyczyną tak innego odbioru gry na Wii w porównaniu z wersjami na inne platformy były ograniczenia techniczne konsoli. Modern Warfare 3 na Wii nie posiadała tekstur w wysokiej rozdzielczości ani dźwięku przestrzennego, usunięto też z niej tryb kooperacji oraz usługę Call of Duty Elite. Anthony Gallegos z portalu IGN krytykował niskiej jakości oprawę graficzną, nieprecyzyjny kontroler oraz marną jak w innych wersjach fabułę. W podsumowaniu wyraził chęć, by nie grać nigdy więcej w wersję na Wii.

### Kwestia odbioru według graczy na portalu Metacritic
Po wydaniu, Modern Warfare 3 zebrała oprócz pozytywnych, także negatywne opinie niebędące recenzjami. Mitch Dyer z portalu IGN stwierdził, że potrzebna jest odnowa serii Call of Duty poprzez wprowadzenie poważnych zmian. Wymienił wady Modern Warfare 3 takie jak: pełna przesytu akcja, nieskupianie się na losach jednego bohatera, bezsensowna i trywialna przemoc oraz niezmienny od kilku lat tryb gry wieloosobowej. Większe znaczenie miał bojkot gry przez część graczy, którzy wystawili Modern Warfare 3 na stronie Metacritic najniższą ocenę „zero” na wszystkich platformach. Przedstawiciel Sledgehammer Games zachęcał fanów gry do odwetu i wystawiania jak najwyższych ocen. Do całej sprawy Tymon Smektała z „CD-Action” podszedł sceptycznie, dopatrując się w niej „czarnego PR-u” fanów gry Battlefield 3, aczkolwiek nie wykluczył, że to mogła być oddolna akcja znużonych monotonią serii graczy. Według stanu z 22 marca 2012 roku średnia ocen wśród graczy na Metacritic wynosiła 2,2 dla wersji na komputery osobiste, 3,2 na Xboksa 360, 2,9 na PlayStation 3 i 1,7 na Wii.

### Nagrody i sprzedaż
Call of Duty: Modern Warfare 3 otrzymała nagrodę dla najlepszego shootera od telewizji Spike TV podczas rozdań nagród Spike Video Game Awards 2011, a także nagrodę dla najlepszego first-person shootera 2011 roku od redakcji pisma „CD-Action”.
Call of Duty: Modern Warfare 3 w ciągu 24 godzin od daty wydania została sprzedana w łącznej liczbie 6,5 miliona egzemplarzy, przynosząc wydawcy w tym okresie zyski w wysokości 400 milionów dolarów amerykańskich i ustanawiając wówczas najwyższe otwarcie w historii branży gier komputerowych. W ciągu 16 dni od wydania zyski wydawcy wyniosły 1 miliard dolarów. Według NPD Group w grudniu 2011 roku Modern Warfare 3 była najczęściej kupowaną grą w Stanach Zjednoczonych. Według organizacji GFK Chart Track w Wielkiej Brytanii gra odniosła większe zyski niż poprzednia część serii, Call of Duty: Black Ops. W tym kraju Modern Warfare 3 gra utrzymywała się w listopadzie 2011 roku na liście gier o najwyższej sprzedaży miesięcznej; w grudniu spadła z najwyższego miejsca na podium na rzecz The Elder Scrolls V: Skyrim. Ogółem do 15 listopada 2013 roku sprzedano 26,5 miliona egzemplarzy Modern Warfare 3.